# 4603 Бертод
4603 Бертод (4603 Bertaud) — астероїд головного поясу, відкритий 25 листопада 1986 року.
Тіссеранів параметр щодо Юпітера — 3,327.